# MAMA Awards
Les MAMA Awards (anciennement Mnet Asian Music Awards) est l'une des principales cérémonies de remise de prix de l'industrie musicale coréenne. Elle se tient chaque année et est diffusée par la chaîne Mnet, propriété de CJ E&M. La cérémonie est diffusée en Corée du Sud, en Chine, au Japon, en Indonésie, au Canada, à Singapour, à Taiwan, aux Etats-Unis ainsi que sur le réseau Internet (Youtube).
La première édition de la remise des prix s'est tenue à Séoul en 1999 sous le nom de Mnet Video Music Awards. La cérémonie a été fondée sur le modèle des Video Music Awards de MTV.
Les gagnants sont déterminés en fonction de différents critères selon la catégorie. Les MAMA Awards utilisent les données digitales et les ventes physiques de Circle Chart, les données mondiales de Spotify, le nombre de vues YouTube, les résultats de votes mondiaux et les évaluations d'un panel de juges.

## Nom de la cérémonie
- Mnet Video Music Awards (1999)
- Mnet Music Video Festival (2000—2005)
- Mnet Music Festival (2006—2008)[4]
- Mnet Asian Music Awards (2009—2021)[5]
- MAMA Awards (depuis 2022)[6]

## Récompenses principales

### Grands Prix
| Année | Artiste de l'année | Album de l'année                      | Chanson de l'année             | Icône internationale de l'année |
| ----- | ------------------ | ------------------------------------- | ------------------------------ | ------------------------------- |
| 2006  | TVXQ               | The 3rd Masterpiece de SG Wannabe     | Partner for Life de SG Wannabe | -                               |
| 2007  | Super Junior       | Remapping the Human Soul de Epik High | Lies de Big Bang               | -                               |
| 2008  | Big Bang           | Mirotic de TVXQ                       | Nobody de Wonder Girls         | -                               |
| 2009  | 2PM                | Heartbreaker de G-Dragon              | I Don't Care de 2NE1           | -                               |
| 2010  | 2NE1               | To Anyone de 2NE1                     | Bad Girl Good Girl de Miss A   | -                               |
| 2011  | Girls' Generation  | Mr. Simple de Super Junior            | I Am the Best de 2NE1          | -                               |
| 2012  | Big Bang           | Sexy, Free & Single de Super Junior   | Gangnam Style de PSY           | -                               |
| 2013  | G-Dragon           | XOXO d'EXO                            | Bounce de Cho Yong-Pil         | -                               |
| 2014  | EXO                | Overdose d'EXO                        | Eyes, Nose, Lips de Taeyang    | -                               |
| 2015  | Big Bang           | Exodus d'EXO                          | Bang Bang Bang de Big Bang     | -                               |
| 2016  | BTS                | Ex'act d'EXO                          | Cheer Up de Twice              | -                               |
| 2017  | BTS                | The War d'EXO                         | Signal de Twice                | -                               |
| 2018  | BTS                | Love Yourself : Tear de BTS           | What is Love ? de Twice        | BTS                             |
| 2019  | BTS                | Map Of The Soul : Persona de BTS      | Boy With Luv de BTS            | BTS                             |
| 2020  | BTS                | Map Of The Soul : 7 de BTS            | Dynamite de BTS                | BTS                             |
| 2021  | BTS                | BE de BTS                             | Butter de BTS                  | BTS                             |
| 2022  | BTS                | Proof de BTS                          | Love Dive de IVE               | BTS                             |
| 2023  | NewJeans           | FML de Seventeen                      | Ditto de NewJeans              | BTS                             |
| 2024  | Seventeen          | Seventeenth Heaven de Seventeen       | Supernova de aespa             | Jimin                           |

### Meilleur artiste
| Année | Groupe       | Groupe            | Solo            | Solo          |
| Année | Masculin     | Féminin           | Masculin        | Féminin       |
| ----- | ------------ | ----------------- | --------------- | ------------- |
| 1999  | H.O.T.       | -                 | Lee Seung-hwan  | Uhm Jung-hwa  |
| 2000  | g.o.d.       | Fin.K.L           | Shin Seung-hun  | Park Ji-yoon  |
| 2001  | Shinhwa      | SES               | Kangta          | Kim Hyun-Jung |
| 2002  | Shinhwa      | SES               | Sung Si-kyung   | Jang Nara     |
| 2003  | Shinhwa      | Jewelry           | Wheesung        | Lee Soo-young |
| 2004  | Shinhwa      | Sugar             | Se7en           | Lee Soo-young |
| 2005  | SG Wannabe   | Jewelry           | Kim Jong-kook   | BoA           |
| 2006  | TVXQ         | -                 | Rain            | Baek Ji-young |
| 2007  | Big Bang     | SeeYa             | Lee Seung-gi    | Ivy           |
| 2008  | Big Bang     | Wonder Girls      | Seo Tai-ji      | Lee Hyori     |
| 2009  | 2PM          | Brown Eyed Girls  | Tiger JK        | Baek Ji-young |
| 2010  | 2PM          | 2NE1              | Taeyang         | BoA           |
| 2011  | Super Junior | Girls' Generation | Kim Hyun-joong  | Baek Ji-young |
| 2012  | Big Bang     | Sistar            | G-Dragon        | IU            |
| 2013  | Infinite     | Girls' Generation | G-Dragon        | Lee Hyori     |
| 2014  | EXO          | Sistar            | Taeyang         | IU            |
| 2015  | EXO          | Girls' Generation | J.Y. Park       | Taeyeon       |
| 2016  | EXO          | Twice             | Zico            | Taeyeon       |
| 2017  | Wanna One    | Red Velvet        | Zico            | IU            |
| 2018  | Wanna One    | Twice             | Roy Kim         | Sunmi         |
| 2019  | BTS          | Twice             | Baekhyun        | Chungha       |
| 2020  | BTS          | Blackpink         | Baekhyun        | IU            |
| 2021  | BTS          | Twice             | Baekhyun        | IU            |
| 2022  | BTS          | Blackpink         | Lim Young-woong | Nayeon        |
| 2023  | Seventeen    | NewJeans          | Jimin           | Jisoo         |
| 2024  | Seventeen    | aespa             | Jungkook        | IU            |

## Récompenses secondaires

### Meilleur nouvel artiste
| Année | Meilleur nouvel artiste masculin | Meilleur nouvel artiste féminin |
| ----- | -------------------------------- | ------------------------------- |
| 2005  | SS501                            | Lim Jeong-hee                   |
| 2006  | Super Junior                     | Zhang Liyin                     |
| 2007  | F.T. Island                      | Wonder Girls                    |
| 2008  | SHINee                           | Davichi                         |
| 2009  | Supreme Team                     | 2NE1                            |
| 2010  | CN Blue                          | miss A                          |
| 2011  | Huh Gak                          | Apink                           |
| 2012  | Busker Busker                    | Ailee                           |
| 2013  | Roy Kim                          | Crayon Pop                      |
| 2014  | Winner                           | -                               |
| 2015  | iKON                             | Twice                           |
| 2016  | NCT                              | I.O.I                           |
| 2017  | NCT 127                          | Pristin                         |
| 2018  | Stray Kids                       | Iz*One                          |
| 2019  | TXT                              | Itzy                            |
| 2020  | Treasure                         | Weeekly                         |
| 2021  | Enhypen                          | aespa                           |
| 2022  | Xdinary Heroes                   | IVE                             |
| 2023  | Zerobaseone                      | TripleS                         |
| 2024  | TWS                              | Illit                           |

### Meilleure performance de danse
| Année | Groupe                           | Groupe                         | Solo                             | Solo                        |
| Année | Masculin                         | Féminin                        | Masculin                         | Féminin                     |
| ----- | -------------------------------- | ------------------------------ | -------------------------------- | --------------------------- |
| 2010  | I'll Be Back de 2PM              | Bad Girl Good Girl de miss A   | Love Song de Rain                | Love Song de Rain           |
| 2011  | Fiction de Beast                 | Good-bye Baby de miss A        | Bubble Pop de HyunA              | Bubble Pop de HyunA         |
| 2012  | Sherlock (Clue + Note) de SHINee | Electric Shock de f(x)         | Gangnam Style de PSY             | Gangnam Style de PSY        |
| 2013  | Dream Girl de SHINee             | Give It To Me de Sistar        | Crooked de G-Dragon              | The Baddest Female de CL    |
| 2014  | Last Romeo de Infinite           | Something de Girl's Day        | Full Moon de Sunmi               | Full Moon de Sunmi          |
| 2015  | View de SHINee                   | Ice Cream Cake de Red Velvet   | Cause I’m God Girl de HyunA      | Cause I’m God Girl de HyunA |
| 2016  | Blood Sweat & Tears de BTS       | Rough de GFriend               | Press Your Number de Taemin      | Press Your Number de Taemin |
| 2017  | Dont Wanna Cry de Seventeen      | Signal de Twice                | Move de Taemin                   | Move de Taemin              |
| 2018  | Oh My! de Seventeen              | What is Love ? de Twice        | Roller Coaster de Chungha        | Roller Coaster de Chungha   |
| 2019  | Boy With Luv de BTS              | Fancy de Twice                 | Gotta Go de Chungha              | Gotta Go de Chungha         |
| 2020  | Dynamite de BTS                  | How You Like That de Blackpink | Maria de Hwasa                   | Maria de Hwasa              |
| 2021  | Butter de BTS                    | Next Level de aespa            | On the Ground de Rosé            | On the Ground de Rosé       |
| 2022  | Hot de Seventeen                 | Love Dive de IVE               | That That de PSY                 | That That de PSY            |
| 2023  | Super de Seventeen               | Ditto de NewJeans              | Seven de Jungkook                | Flower de Jisoo             |
| 2024  | Plot Twist de TWS                | Supernova de aespa             | Standing Next to You de Jungkook | You & Me de Jennie          |

### Meilleure performance vocale
| Année | Groupe                                | Solo                               | Solo                               |
| Année | Groupe                                | Masculin                           | Féminin                            |
| ----- | ------------------------------------- | ---------------------------------- | ---------------------------------- |
| 2010  | Can't Let You Go Even If I Die de 2AM | As a Man de Gummy                  | As a Man de Gummy                  |
| 2011  | Lonely de 2NE1                        | Good Day de IU                     | Good Day de IU                     |
| 2012  | Will Think of You de Davichi          | I Need You de K.Will               | I Need You de K.Will               |
| 2013  | -                                     | Return de Lee Seung-gi             | U & I de Ailee                     |
| 2014  | -                                     | Eyes, Nose, Lips de Taeyang        | Singing Got Better de Ailee        |
| 2015  | -                                     | Eat de Zion.T                      | Mind Your Own Business de Ailee    |
| 2016  | Beside Me de Davichi                  | Don’t Forget de Crush              | If You de Ailee                    |
| 2017  | Tell Me You Love Me de BOL4           | Like It de Yoon Jong-shin          | You, Clouds, Rain de Heize         |
| 2018  | Love Scenario de iKON                 | Didn't Know Me de Heize            | Didn't Know Me de Heize            |
| 2019  | Bom de BOL4                           | Four Seasons de Taeyeon            | Four Seasons de Taeyeon            |
| 2020  | Hip de Mamamoo                        | Blueming de IU                     | Blueming de IU                     |
| 2021  | -                                     | Celebrity de IU                    | Celebrity de IU                    |
| 2022  | Still Life de Big Bang                | INVU de Taeyeon                    | INVU de Taeyeon                    |
| 2023  | Love Lee de AKMU                      | Let’s Say Goodbye de Parc Jae-jung | Let’s Say Goodbye de Parc Jae-jung |
| 2024  | Fate de (G)I-dle                      | Bam Yang Gang de Bibi              | Bam Yang Gang de Bibi              |